# Gerrit Wiechers
Gerrit Wiechers (Batavia, 3 september 1930 – Utrecht, 9 mei 2015) was een Nederlands politicus van het CDA.
Hij werd geboren in de hoofdstad van het toenmalig Nederlands-Indië waar zijn vader ir. Isaac Wiechers werkzaam was bij het Nederlandse gouvernement. Op 16-jarige leeftijd kwam hij naar Nederland en in 1955 is hij cum laude afgestudeerd als mijningenieur aan de Technische Universiteit Delft. Vervolgens ging hij werken bij Shell waarvoor hij vele jaren in het buitenland heeft gewerkt. In 1964 maakte hij de overstap naar de bouwondernemer Bredero waar hij het bracht tot lid van de raad van bestuur en projectontwikkelaar. Op 1 april 1982 werd Wiechers de burgemeester van Veenendaal. In zijn ambtsperiode ging onder meer het Veenendaalse centrum flink op de schop, ook werd Theater De Lampegiet gerealiseerd. In 1985 heette hij prinses Margriet en mr. Pieter van Vollenhoven welkom bij hun bezoek aan zijn stad. In 1992 ging hij daar vervroegd met pensioen en werd hij opgevolgd door Frits Brink.
Hij overleed op 84-jarige leeftijd.